# Polski cmentarz wojenny w Shahrisabz

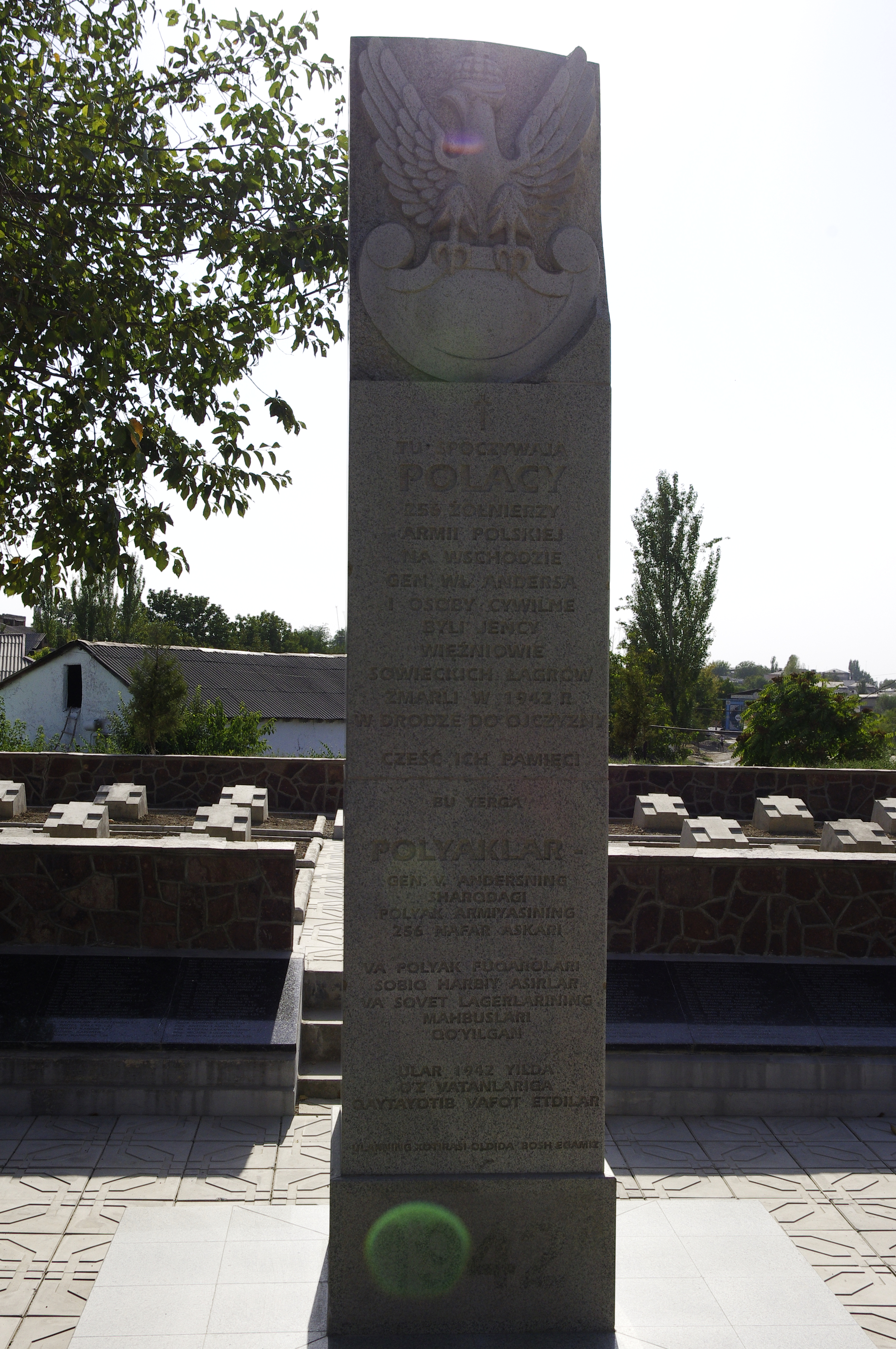
pomnik na cmentarzu

Polski cmentarz wojenny w Shahrisabz – nekropolia polskich żołnierzy zmarłych w okresie formowania Armii Andersa w okolicach miasta Shahrisabz w ZSRR, obecnie w Uzbekistanie.